# Adrian M. Wenner
Adrian M. Wenner (* 1928 in Roseau, Minnesota; † 2023) war ein US-amerikanischer Biologe und Entomologe.

## Werdegang
Wenner stammt aus einer Familie, in der schon seit zwei Generationen die Imkerei betrieben wurde. Nach seiner Militärzeit im Zweiten Weltkrieg studierte er Mathematik, Physik und Pädagogik am Gustavus Adolphus College in St. Peter (Minnesota). Das Studium der Mathematik setzte Wenner an der Oregon State University fort. Danach folgte ein Studium der Biologie an der California State University in Chico (Kalifornien), das er mit einem Master abschloss. Adrian Wenner wurde an der University of Michigan in Ann Arbor (Michigan) mit einer Dissertation über den Tanz der Honigbienen promoviert.
Nach seinem Studium lehrte Wenner von 1962 bis 1993 als Professor im Fachbereich Biologie an der University of California, Santa Barbara. Hier veröffentlichte er Forschungsergebnisse über die Arbeitsteilung im Bienenvolk, die Fluggeschwindigkeiten der Honigbienen und über einen pulsierenden Ton bei den Schwänzeltänzen.

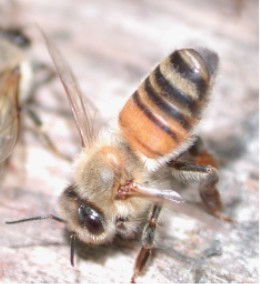
Arbeiterbiene gibt Nasanov-Pheromon ab.

Im Sommer 1964 kamen Wenner und sein Kollege Patrick H. Wells (1927–2019) in ihren Forschungen zur olfaktorischen Orientierung der Honigbienen zu Erkenntnissen, die im Gegensatz zu Karl von Frischs Beobachtungen standen. Wenner stellte durch seine kritischen Veröffentlichungen über das Auffinden der Futterstellen durch Düfte die herrschende Meinung zur Bienenkommunikation in Frage. Die heftige wissenschaftliche Kontroverse in der bienenkundlichen Fachwelt hatte eine Dauer von bald zwanzig Jahren. Davon nutzen Wenner und Wells fünf Jahre, um über die Kontroverse eine Monografie zu verfassen, die 1990 unter dem Titel Anatomy of a controversy: the question of a „language“ among bees erschienen ist.
Im Verlauf der Kontroverse zog sich Wenner in der Mitte der 1980er Jahre aus der Debatte über den Bienentanz zurück und wandte sich der Meeresbiologie zu. Insbesondere unterstützte er die Gründung der akademischen Gesellschaft The Crustacean Society (TCS). Zugleich erhielt Wenner von der Naturschutzorganisation The Nature Conservancy und der Verwaltung des Channel-Islands-Nationalparks einen Auftrag zum Herstellen des ursprünglichen Habitats: Auf der kalifornischen Insel Santa Cruz existieren einheimische solitär lebende Wildbienen sowie europäische Honigbienen, die infolge der Kolonisation vor mehr als dreihundert Jahren auf der Insel heimisch wurden. Seit 1987 konnten Wenner und sein Team von Studenten etwa 120 Bienenvölker auffinden. Und 1989 ernannte die University of California in Santa Barbara Wenner zum Leiter des College of Creative Studies.
Das Institut gab am 10. August 2023 bekannt, dass Adrian M. Wenner kurz zuvor verstorben war.
Für seinen allgemeinen Entomologiekurs, den Wenner von 1961 bis 1993 unterrichtete, hatte er eine Lehrsammlung zusammengestellt, die sich jetzt unter dem Namen Adrian Wenner Historic Insect Collection in der University of California befindet. Die Sammlung – sie umfasst 9.000 Insekten in 21 Ordnungen und 246 Familien – hat den Charakter einer wertvollen historischen Aufzeichnung von Insekten in gefährdeten Lebensräumen an der kalifornischen Küste.

## Zitat
„Es gehört zu den erstaunlichen Tatsachen in der Erforschung der Kommunikation der Honigbienen, dass keine einzige (!)  physiologische Arbeit zur Empfindlichkeit der Arbeitsbienen gegenüber dem Pheromon der für die Kommunikation extrem wichtigen Nasanov-Drüse vorliegt.“

## Veröffentlichungen (Auswahl)
- Biodiversity Heritage Library: Titel-Verzeichnis.
- Sound Communication in Honeybees. In: Scientific American 1. April 1964
- zusammen mit Patrick H. Wells, Dennis L. Johnson: Honeybee recruitment to food sources: olfaction or language? Science 164/1969, S. 84–86.
- als Herausgeber: Larval growth. (= Crustacean issues 2). Balkema, Rotterdam 1985, ISBN 978-9-06191294-1.
- zusammen mit Patrick H. Wells: Anatomy of a controversy: the question of a „language“ among bees. Columbia University Press, New York / Oxford 1990, ISBN 978-0-231-06552-8.